# چرخه اکسیژن

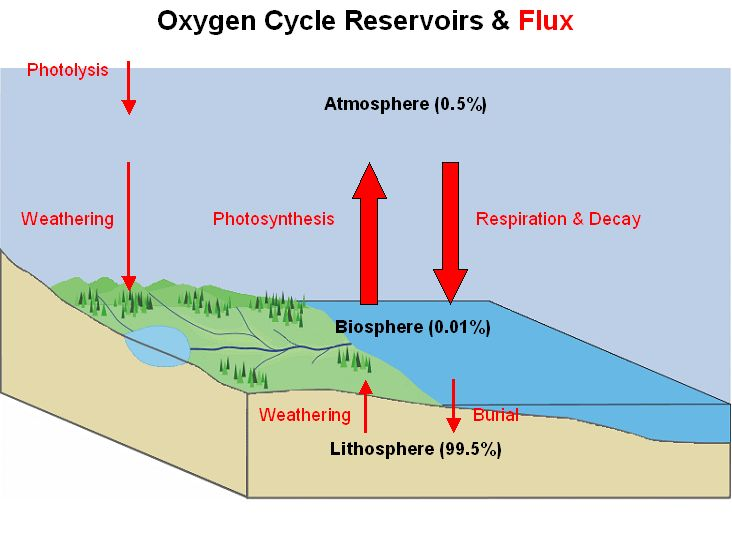
چرخهٔ اکسیژن

چرخهٔ اکسیژن، چرخه‌ای بیوژئوشیمیایی است که حرکت اکسیژن را درون ۳ منبع اصلی‌اش، جو زمین، زیست‌کره و سنگ‌کره (پوسته زمین) توصیف می‌کند. شکست در چرخهٔ اکسیژن در داخل آب‌کره (مجموعهٔ آب موجود در زیر، رو و فضای یک سیاره و در اینجا زمین) باعث ایجاد هیپوکسی در مناطق مرده کنونی شده‌است. عامل اصلی چرخهٔ اکسیژن فتوسنتز است که پدیدآورندهٔ اکسیژن جو زمین و در نهایت زندگی کنونی روی زمین است.
گیاهان اکسیژن را از طریق برگ‌هایشان جذب می‌کنند و حیوانات از آن، از راه تنفس اتمسفر استفاده می‌کنند. اکسیژن همیشه و پیوسته توسط موجودات زنده مصرف می‌شود، تفاوت حیوانات و گیاهان در این فرایند این است که گیاهان فقط در طول شب آن را مصرف می‌کنند، در روشنایی روز، گیاهان فتوسنتزی سریع‌تر از زمانی که اکسیژن را مصرف می‌کنند انجام می‌دهند و آن را به عنوان یک محصول جانبی زائد آزاد می‌کنند. این چرخهٔ اکسیژن بین تنفس و فتوسنتز باعث ثابت ماندن میزان اکسیژن در هوا می‌شود.

## ذخایر
تقریباً همهٔ ذخیرهٔ اکسیژن زمین؛ در حدود (۹۹٫۵٪) آن، در سیلیکات‌ها و اکسید مواد معدنی در پوسته و گوشتهٔ کرهٔ زمین قرار دارد و تنها بخش بسیار کوچکی از آن حدود (۰٫۰۱٪) به عنوان اکسیژن آزاد در زیست کره و بخش کوچکی در جو زمین (۰٫۳۶٪) منتشر است. منبع اصلی اکسیژن آزاد در اتمسفر فتوسنتز است، که تولید قند و اکسیژن آزاد از دی اکسید کربن و آب است:
{\displaystyle \mathrm {6\ CO_{2}+6H_{2}O+energy\longrightarrow C_{6}H_{12}O_{6}+6\ O_{2}} }
موجودات فتوسنتز کننده شامل زندگی‌های گیاهی در مناطق زمین و همچنین فیتوپلانکتون‌های اقیانوس‌ها می‌شود. سیانوباکتریوم پروکلوروکوس کوچک دریایی که در سال ۱۹۸۶ کشف شد خود عامل انجام بیش از نیمی از فتوسنتز در اقیانوس‌های باز است. اکسیژن آزاد در جو زمین منبع اضافی دیگری دارد که در اثر نیروی تابشی و واکنش شیمیایی پدیدهٔ نورکافت به وجود می‌آید، به موجب آن پرتو فرابنفش با انرژی بالا موجب شکسته شدن و تجزیهٔ بخشی از آب موجود در هواکره و اکسید نیتروژن به اتم‌های تشکیل دهنده می‌شود:
{\displaystyle \mathrm {2\ H_{2}O+energy\longrightarrow 4\ H+O_{2}} }
{\displaystyle \mathrm {2\ N_{2}O+energy\longrightarrow 4\ N+O_{2}} }
اصلی‌ترین راه از دست رفتن اکسیژن آزاد در اتمسفر مکانیزم تنفس و تجزیه است که در آن زندگی حیوانات و باکتری‌ها اکسیژن را مصرف و دی اکسید کربن تولید می‌کند. سنگ‌کره یا لیتوسفر نیز اکسیژن آزاد شده را در فرایند هوازدگی و واکنش‌های شیمیایی سطحی مصرف می‌کند. یک مثال از واکنش سطحی شیمیایی و هوازدگی تشکیل اکسیدهای آهن (زنگ‌زدگی) است:
{\displaystyle \mathrm {4\ FeO+O_{2}\longrightarrow 2\ Fe_{2}O_{3}} }
چرخهٔ اکسیژن گاهی میان زیست‌کره و سنگ‌کره نیز برقرار می‌شود. بیشتر آبزیان دریاها و اقیانوس‌ها در زیست‌کره یرای ایجاد پوستهٔ خود کلسیم کربنات (CaCO۳) زیادی می‌سازند. این پوسته از نظر اکسیژن غنی است. هنگامی که ارگانیسم می‌میرد، پوسته در قسمت‌های کم عمق دریا پخش و مدفون شده و در طول زمان سنگ‌های رسوبی سنگ آهک در سنگ‌کره ایجاد می‌شود. فرآیندهای هوازدگی آغاز شده توسط این آبزیان همچنین می‌تواند اکسیژن لیتوسفر را آزاد کند. گیاهان و حیوانات مواد مغذی معدنی را از سنگ‌ها استخراج و در این فرایند اکسیژن را آزاد می‌سازند. جدول‌های زیر مقدار تقریبی ذخایر چرخهٔ اکسیژن را نشان می‌دهند.
جدول ۱: بزرگ‌ترین منابع چرخهٔ اکسیژن
| مخزن    | ظرفیت (کیلوگرم O2) | شار داخلی/ خروجی (کیلوگرم O2 per year) | زمان سکونت (سال) |
| ------- | ------------------ | -------------------------------------- | ---------------- |
| اتمسفر  | ۱٫۴×۱۰۱۸           | ۳×۱۰۱۴                                 | ۴۵۰۰             |
| بیوسفر  | ۱٫۶×۱۰۱۶           | ۳×۱۰۱۴                                 | 50               |
| لیتوسفر | ۲٫۹×۱۰۲۰           | ۶×۱۰۱۱                                 | ۵۰۰۰۰۰           |

```
جدول ۲
: مقدار سالانهٔ کسب و اتلاف اکسیژن (۱۰
۱۰
 کیلوگرم O
۲
 per year)
```

| Photosynthesis (land) Photosynthesis (ocean) Photolysis of N2O Photolysis of H2O | 16,500 13,500 1.3 0.03         |
| مقدار کسب کلی | ~ 30,000                       |
| Losses - respiration and decay |                                |
| Aerobic respiration Microbial oxidation Combustion of fossil fuel (anthropogenic) Photochemical oxidation Fixation of N2 by lightning Fixation of N2 by industry (anthropogenic) Oxidation of volcanic gases | 23,000 5,100 1,200 600 12 10 5 |
| Losses - weathering |                                |
| Chemical weathering Surface reaction of O3 | 50 12                          |
| Total losses | ~ 30,000                       |